# Mónica García Pérez
Mónica García Pérez es una actriz española de teatro y televisión. Destacan especialmente sus papeles en las series de TVG Pratos combinados y Valderrei, en la que fue la protagonista.

## Filmografía

### Televisión
- Pratos combinados
- Pillados (2006)
- Valderrei (2007)
- Serramoura (2016)

### Cine
- Continental (1990), de Xavier Villaverde.
- Contos de Alentraia: Tornabón (1994), de Jorge Coira y José Carlos Soler.
- Aínda máis difícil (1998), de Ángel de la Cruz.
- Sé quién eres (1999), de Patricia Ferreira.
- Alzheimer (2000), de Álex Sampayo.
- El lápiz del carpintero (2001), de Antón Reixa.
- Los lunes al sol (2002), de Fernando León de Aranoa.
- Bobo Furcia (2002), de Álex Sampayo y Xoel Fernández.
- Para que non me esquezas (2004), de Patricia Ferreira.
- Amelia e as sereas (2006), de Ghaleb Jaber.
- Galatasaray-Dépor (2006), de Hannes Stöhr.
- A biblioteca da iguana (2006), de Antón Dobao.
- Bechos raros (2006), de Estíbaliz Burgaleta y Alegría Collantes.